# Turisme a Croàcia

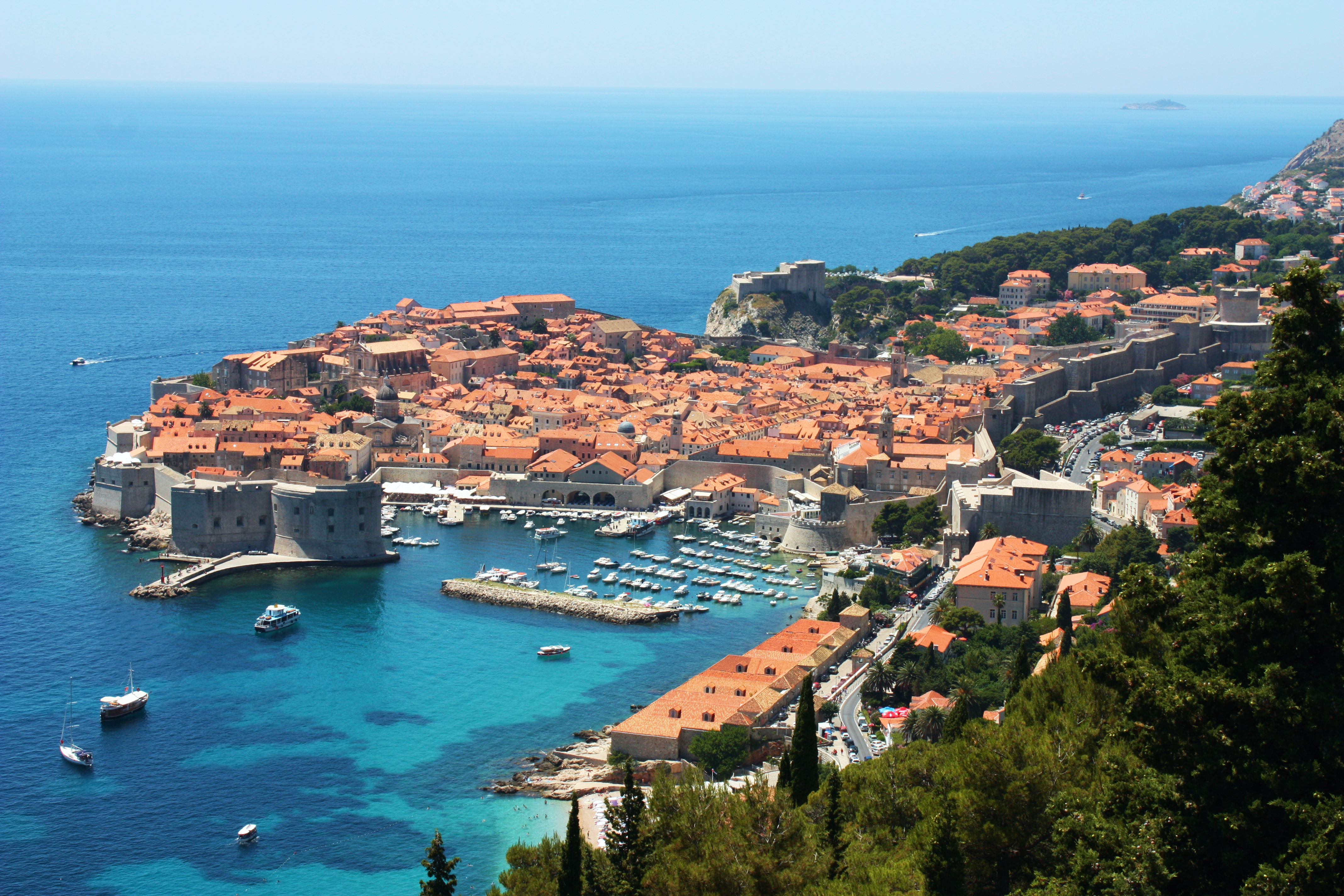
Dubrovnik és una de les destinacions turístiques més populars de Croàcia.

El turisme és un dels sectors més importants de Croàcia. El 2017, el país va rebre 17,4 milions de turistes que hi van fer 86,2 milions de pernoctacions. La història del turisme a Croàcia es remunta a la meitat del segle xix, al període al voltant de 1850; des de llavors, s'ha desenvolupat reeixidament. Actualment, és una de les destinacions turístiques més visitades del Mediterrani. Es concentra principalment a la costa adriàtica i és estacional, amb pics durant el juliol i l'agost.
Hi ha vuit parcs nacionals al país, i el paisatge d'aquestes àrees rep més protecció. Actualment, deu llocs a Croàcia són considerats Patrimoni de la Humanitat, i quinze més son a la llista temptativa.
Lonely Planet va considerar Croàcia com la millor destinació turística el 2005, i va ser Destinació de l'Any de la revista National Geographic Adventure Magazine el 2006.

## Història
El primer objecte turístic de Croàcia, considerat el primer hotel croat, és Villa Angiolina, que es va construir a Opatija l'any 1844. El 1868 es va fundar una societat higiènica a l'illa de Hvar, i aquest any es considera que comença el turisme organitzat a l'illa. L'Hotel Kvarner es va obrir a Opatija el 1884, l'Hotel Therapia el 1894 a Crikvenica, i l'Hotel Imperial el 1896 a Dubrovnik. El 1914 Opatija rebia mig milió d'estades, i els turistes passaven una mitjana de 20 dies a la ciutat.
Els beneficis socials del turisme es van començar a reconèixer gradualment, i es va introduir legislació al respecte. Les capacitats dels hotels del període entre les dues guerres mundials principalment eren propietat d'estrangers, i el 80% dels turistes provenien de Txecoslovàquia, Hongria, Àustria, Alemanya, Itàlia i Anglaterra.
El 1926 es van registrar més d'un milió d'estades, i el 1929 hi havia més turistes estrangers que visitaven Croàcia que turistes locals (52% contra un 48%). El 1936 es van promulgar el Decret per la Millora del Turisme i el Decret de Condicions per la Proclamació de Zones Turístiques. La temporada turística rècord d'aquest període fou el 1938, quan 399.608 visitants van fer 2.719.939 estades nocturnes.
El 1952 va començar un desenvolupament significatiu a Croàcia, però tot i que creixia el nombre global de turistes, Croàcia anava endarrerida a la seva competició en termes de beneficis, i va disminuir la qualitat dels serveis. Després de la Segona Guerra Mundial, Croàcia era un constituent federal de Iugoslàvia, motiu pel qual l'oferta turística era considerada poc favorable segons criteris de relació qualitat-preu. Les persones amb estudis marxaven del país per aconseguir feines més ben pagades a l'estranger, i sota aquestes condicions es van desenvolupar petits arrendataris privats, i la costa croata va convertir-se en una destinació per al turisme massiu, que era especialment evident durant la dècada de 1980. L'expansió de l'augment de capacitat per a turistes va durar fins al 1975, amb un índex de creixement del 11,4% per a capacitats bàsiques i 9,7% per a capacitats complementàries. En aquest període, es van construir el 69% de les capacitats bàsiques i el 72% de les complementàries que s'oferien al mercat turístic de Croàcia. Es van registrar 68,2 milions de pernoctacions el 1986, mentre que el 1987 hi van haver 10,5 milions de visitants, les dues xifres més elevades fins a la independència de Croàcia el 1990. En aquest període, Croàcia representava el 75% de beneficis en turisme de Iugoslàvia.
Durant la Guerra de la independència croata (1991-1995), el turisme a Ístria es va estancar, mentre que a Dalmàcia i a altres zones afectades per la guerra va caure dràsticament. Entre el 1990 i el 1995, el nombre de turistes fou més baix en un 69,3%, mentre que el nombre de pernoctacions va caure en un 75%, tornant a xifres semblants a les de la dècada de 1960.
Després de la guerra, el turisme va començar a recuperar-se i el 1996 hi va haver un lleuger increment en relació amb la temporada de 1994. Gradualment van retornar els turistes estrangers, i amb el seu retorn, l'interès d'inversos estrangers en Croàcia va créixer; amb l'arribada de capital estranger va créixer el paper de gestió de destinacions i els esforços de promoció de Croàcia com a destí únic. El creixement en turistes també va generar beneficis, fet que van fer créixer el percentatge que el turisme representa en el PIB del país (d'un 7,2% el 1995 a un 17% el 2002).
Des del 2000, el nombre de pernoctacions ha crescut a un ritme constant (amb una davallada el 2008 a causa de la crisi financera global). La temporada turística amb els millors resultats de la història de Croàcia va ser la del 2017, quan el país va rebre 17.400.000 turistes que hi van fer 86.200.000 pernoctacions. El mateix any, els beneficis de Croàcia en turisme van ser de 9,5 bilions d'euros.
El turisme a Croàcia està força desenvolupat, si bé encara té marge per créixer. Només el 15% de la cosa, la principal atracció de Croàcia, està urbanitzada, i hi ha projectes en curs per desenvolupar gradualment el sector turístic del país. L'Estratègia de Desenvolupament del Turisme Croat té l'objectiu de fer Croàcia un destí turístic reconegut durant totes les estacions, i hi treballa creant més allotjaments de luxe, incloent-hi hotels i serveis turístics, o renovant-ne d'antics. Croàcia també té un dels Observatoris del Turisme Sostenible de l'OMT, part de la Xarxa Internacional d'Observatoris del Turisme Sostenible (INSTO) de l'organització. L'observatori es considera un compromís a monitorar el turisme sostenible.

## Estadístiques
| Any  | Total arribades de turistes | Total pernoctacions de turistes | Canvi en pernoctacions de turistes | Notes                                                                                      |
| ---- | --------------------------- | ------------------------------- | ---------------------------------- | ------------------------------------------------------------------------------------------ |
| 1985 | 10.125.000                  | 67.665.000                      | =                                  |                                                                                            |
| 1986 | 10.151.000                  | 68.216.000                      | 551.000                            |                                                                                            |
| 1987 | 10.487.000                  | 68.160.000                      | 58.000                             |                                                                                            |
| 1988 | 10.354.000                  | 67.298.000                      | 862.000                            |                                                                                            |
| 1989 | 9.670.000                   | 61.849.000                      | 5.449.000                          |                                                                                            |
| 1990 | 8.497.000                   | 52.523.000                      | 9.326.000                          | Primeres eleccions democràtiques Primers incidents relacionats amb les Revolucions de 1989 |
| 1991 | 2.297.000                   | 10.471.000                      | 42.052.000                         | Inici de la Guerra de la independència croata Setge de Dubrovnik                           |
| 1992 | 2.135.000                   | 11.005.000                      | 534.000                            |                                                                                            |
| 1993 | 2.514.000                   | 13.208.000                      | 2.203.000                          |                                                                                            |
| 1994 | 3.655.000                   | 20.377.000                      | 7.169.000                          |                                                                                            |
| 1995 | 2.610.000                   | 13.151.000                      | 7.226.000                          | Final de la Guerra de la independència croata                                              |
| 1996 | 4.186.000                   | 21.860.000                      | 8.709.000                          |                                                                                            |
| 1997 | 5.585.000                   | 30.775.000                      | 8.915.000                          |                                                                                            |
| 1998 | 5.852.000                   | 31.852.000                      | 1.077.000                          |                                                                                            |
| 1999 | 5.127.000                   | 27.126.000                      | 4.726.000                          | Bombardejos de l'OTAN                                                                      |
| 2000 | 7.137.000                   | 39.183.000                      | 12.057.000                         |                                                                                            |
| 2001 | 7.860.000                   | 43.404.000                      | 4.221.000                          |                                                                                            |
| 2002 | 8.320.000                   | 44.692.000                      | 1.288.000                          |                                                                                            |
| 2003 | 8.878.000                   | 46.635.000                      | 1.943.000                          |                                                                                            |
| 2004 | 9.412.000                   | 47.797.000                      | 1.162.000                          |                                                                                            |
| 2005 | 9.995.000                   | 51.421.000                      | 3.624.000                          |                                                                                            |
| 2006 | 10.385.000                  | 53.007.000                      | 1.586.000                          |                                                                                            |
| 2007 | 11.162.000                  | 56.005.000                      | 2.998.000                          |                                                                                            |
| 2008 | 11.261.000                  | 57.103.000                      | 1.098.000                          |                                                                                            |
| 2009 | 10.935.000                  | 56.301.000                      | 802.000                            | Crisi financera global                                                                     |
| 2010 | 10.604.116                  | 56.416.379                      | 115.379                            |                                                                                            |
| 2011 | 11.455.677                  | 60.354.275                      | 3.937.896                          |                                                                                            |
| 2012 | 11.835.160                  | 62.743.463                      | 2.389.188                          |                                                                                            |
| 2013 | 12.433.727                  | 64.818.115                      | 2.074.652                          |                                                                                            |
| 2014 | 13.128.416                  | 66.483.948                      | 1.665.833                          |                                                                                            |
| 2015 | 14.343.323                  | 71.605.315                      | 5.121.367                          |                                                                                            |
| 2016 | 15.594.157                  | 78.049.852                      | 6.444.537                          |                                                                                            |
| 2017 | 17.430.580                  | 86.200.261                      | 8.150.409                          |                                                                                            |

### Turistes per país
La major part de visitants a Croàcia tenen les següents nacionalitats:
| Posició | País                 | 2015       | 2016       | 2017       |
| ------- | -------------------- | ---------- | ---------- | ---------- |
| 1       | Alemanya             | 2.124.149  | 2.277.378  | 2.615.900  |
| 2       | Àustria              | 1.119.709  | 1.237.969  | 1.331.215  |
| 3       | Eslovènia            | 1.191.998  | 1.298.501  | 1.297.681  |
| 4       | Itàlia               | 1.111.428  | 1.119.932  | 1.110.219  |
| 5       | Polònia              | 674.779    | 757.523    | 934.336    |
| 6       | Regne Unit           | 490.510    | 596.444    | 750.675    |
| 7       | Txèquia              | 696.151    | 688.953    | 741.757    |
| 8       | Hongria              | 435.990    | 486.448    | 545.789    |
| 9       | França               | 466.045    | 494.698    | 536.072    |
| 10      | Estats Units         | 317.400    | 337.464    | 451.947    |
| 11      | Corea del Sud        | 344.300    | 377.779    | 448.636    |
| 12      | Països Baixos        | 357.545    | 389.510    | 442.692    |
| 13      | Eslovàquia           | 380.942    | 389.806    | 425.173    |
| 14      | Bòsnia i Hercegovina | 280.240    | 333.039    | 354.018    |
| 15      | Suècia               | 204.124    | 256.612    | 294.281    |
| 16      | Suïssa               | 219.124    | 235.037    | 250.601    |
| 17      | Espanya              | 214.124    | 222.523    | 250.387    |
| 18      | Bèlgica              | 164.200    | 182.556    | 202.796    |
| 19      | Austràlia            | 133.400    | 149.829    | 186.323    |
| 20      | Japó                 | 177.100    | 120.971    | 142.043    |
|         | Total                | 12.683.179 | 13.808.532 | 15.592.899 |